# غريس دوف
غريس دوف هي ممثلة كندية، ولدت في 25 يوليو 1988 في Canim Lake, British Columbia ‏ في كندا.

## أعمال

### أفلام
- كيف ينتهى الحال

## وصلات خارجية
- غريس دوف على موقع IMDb (الإنجليزية)
- غريس دوف على موقع قاعدة بيانات الفيلم (الإنجليزية)